# Діброва Лідія Миколаївна
Лідія Миколаївна Діброва (нар. 1 березня 1934, Бураси) — українська художниця порцеляни. Дружина художника Андрія Діброви.

## Біографія
Народилася 1 березня 1934 року на полустанку Буруси (нині селище Бураси Новобураського району Саратовської області, Росія). 1955 року закінчила Миргородський керамічний технікум.
Після здобуття освіти разом з чоловіком працювалп на Баранівському фарфоровому заводі.

## Творчість
Для масового виробництва до 1990 року розробляла зразки декоративного оформлення столових, чайних і кавових сервізів, ваз, тарелей (їх форми до 1994 року створював Андрій Діброва у співпраці також з І. Величком, В. Спицею), розписувала їх. Серед робіт:
- декоративна тарілка «Мир» (1959, разом з Лідією Дібровою);
- столовий сервіз «Конкурент» (1959, разом з Лідією Дібровою);
- келих «Дозір» (1967);
- декоративна тарілка «Ленін» (1970);

чайні сервізи
- «Конкурсний» (1958);
- «Біла квітка» (1959);
- «Водограй» (1961);
- «Житомир» (1961);
- «Жолудь» (1963);
- «Народний» (1970);

набори
- лікерний «Мрія господині» (1957);
- столовий «Полісся» (1974);

тематичні вази
- «50 років першої російської революції» (1955, Дніпровський історичний музей);
- «Тарас Шевченко» (1959);
- «Космос» (1961);
- «Леся Українка» (1972).

Брала участь у всеукраїнських, всесоюзних та закордонних мистецьких виставках з 1958 року.
Роботи зберігаються в Національному музеї українського народного декоративного мистецтва та Національному музеї історії України у Києві, Канівському музеї українського народного декоративного мистецтва,  Дніпровському історичному музеї.